# تايلور جون سميث
تايلور جون سميث (بالإنجليزية: Taylor John Smith)‏ هو ممثل أمريكي من مواليد 13 مايو 1995. اشتهر بدوره جون كين في مسلسل أدوات حادة (2018).

## روابط خارجية
- تايلور جون سميث على موقع IMDb (الإنجليزية)
- تايلور جون سميث على موقع روتن توميتوز (الإنجليزية)
- تايلور جون سميث على موقع ألو سيني (الفرنسية)
- تايلور جون سميث على موقع قاعدة بيانات الأفلام السويدية (السويدية)
- تايلور جون سميث على موقع قاعدة بيانات الفيلم (الإنجليزية)
- تايلور جون سميث على موقع كينوبويسك (الروسية)